# Exposições Gerais de Belas Artes
As Exposições Gerais de Belas Artes foram mostras anuais permanentes de obras de arte, implantadas em 1840 pela Academia Imperial de Belas Artes (AIBA), no Rio de Janeiro.
As primeiras exposições de artes plásticas no Brasil ocorreram em 1829 e 1830, organizadas pelo pintor Jean Baptiste Debret, integrante da Missão Artística Francesa e professor da AIBA. Eram mostras restritas aos alunos e professores da AIBA e se interroperam quando do retorno de Debret à Europa, em 1831. Somente em 1840,  por inciativa de Félix Émile Taunay, novas mostras de artes plásticas foram instituídas, através da criação das Exposições Gerais, onde os artistas participantes não necessitavam mais estar vinculados (enquanto alunos ou professores) à AIBA. Mesmo com a Proclamação da República em 1889, as Exposições Gerais continuaram a ser realizadas, apesar de a AIBA ter se transformado em Escola Nacional de Belas Artes. Em 1934, a mostra passou a denominar-se Salão Nacional de Belas Artes, estando atualmente interrompida desde 1990.